# Micragyrta ockendeni
Micragyrta ockendeni är en fjärilsart som beskrevs av Rothschild. Micragyrta ockendeni ingår i släktet Micragyrta och familjen björnspinnare. Inga underarter finns listade i Catalogue of Life.